# Yazid I

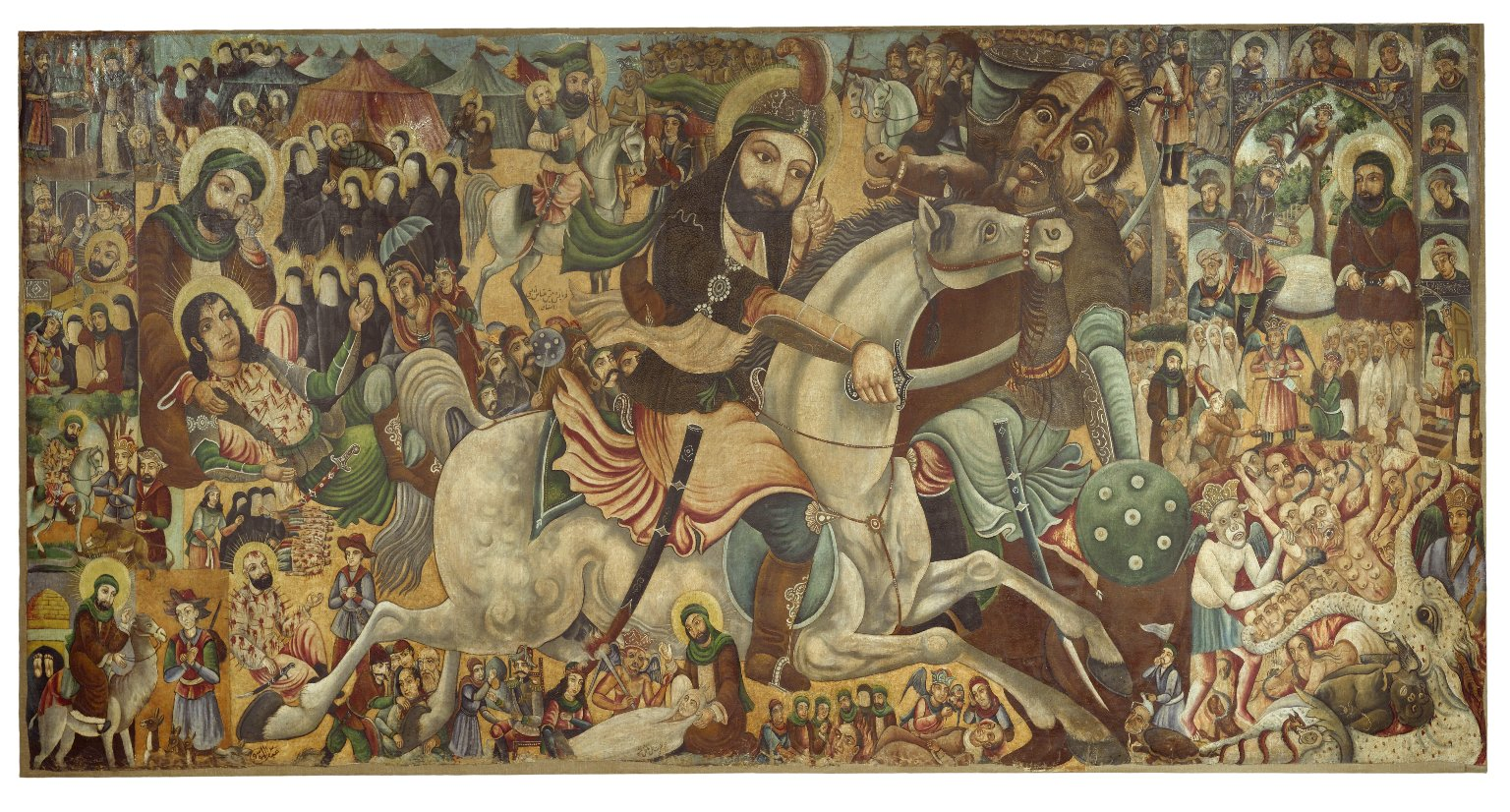
Slag bij Karbala tijdens de Tweede Fitna

Yazid ibn Moe'awija ibn Aboe Sufyan (645 - 683) was de tweede kalief van de dynastie van de Omajjaden en regeerde slechts drie jaren tussen 680 en 683. Zoals zijn naam al aangeeft, was hij een zoon van Moe'awija I en een kleinzoon van Aboe Sufyan. Zijn moeder Maysun was christelijk.
Zijn regeerperiode werd gekenmerkt door twee opstanden, waarvan de opstand van Hoessein, de kleinzoon van de profeet Mohammed, de belangrijkste was. In de Slag bij Karbala (Tweede Fitna) versloegen de troepen van Yazid Hoessein, de kleinzoon van de profeet Mohammed. Dit bleek uiteindelijk een pyrrusoverwinning te zijn, omdat veel gelovigen het vertrouwen verloren in deze heerser die het opgenomen had tegen een kleinzoon van de profeet.